# ブロディ・マカスケル
ブロディ・マカスケル（Brody Macaskill、1999年10月27日 - ）は、オーストラリア出身のラグビーユニオン選手。2025年現在ジャパンラグビーリーグワンに参戦する浦安D-Rocksに所属している。

## プロフィール
- オーストラリア出身。
- ポジションはナンバーエイト(No8)。
- 身長 185 cm、体重 86 kg

## 略歴
アランモアカトリックカレッジ卒業後、パーススピリッツ、フォースを経て、2019年、コカ・コーラレッドスパークスに加入。同年11月14日に行われたジャパンラグビートップチャレンジリーグ第1節の釜石シーウェイブス戦にて先発出場で日本での公式戦初出場を果たす。
2021年、NTTコミュニケーションズシャイニングアークスに加入。
2022年7月、NTT再編に伴う新チーム浦安D-Rocks選手スコッドに選ばれた。
2023年3月、コリアスーパーラグビーリーグの現代グロービスに派遣された。